# Stuttgarter Hafen

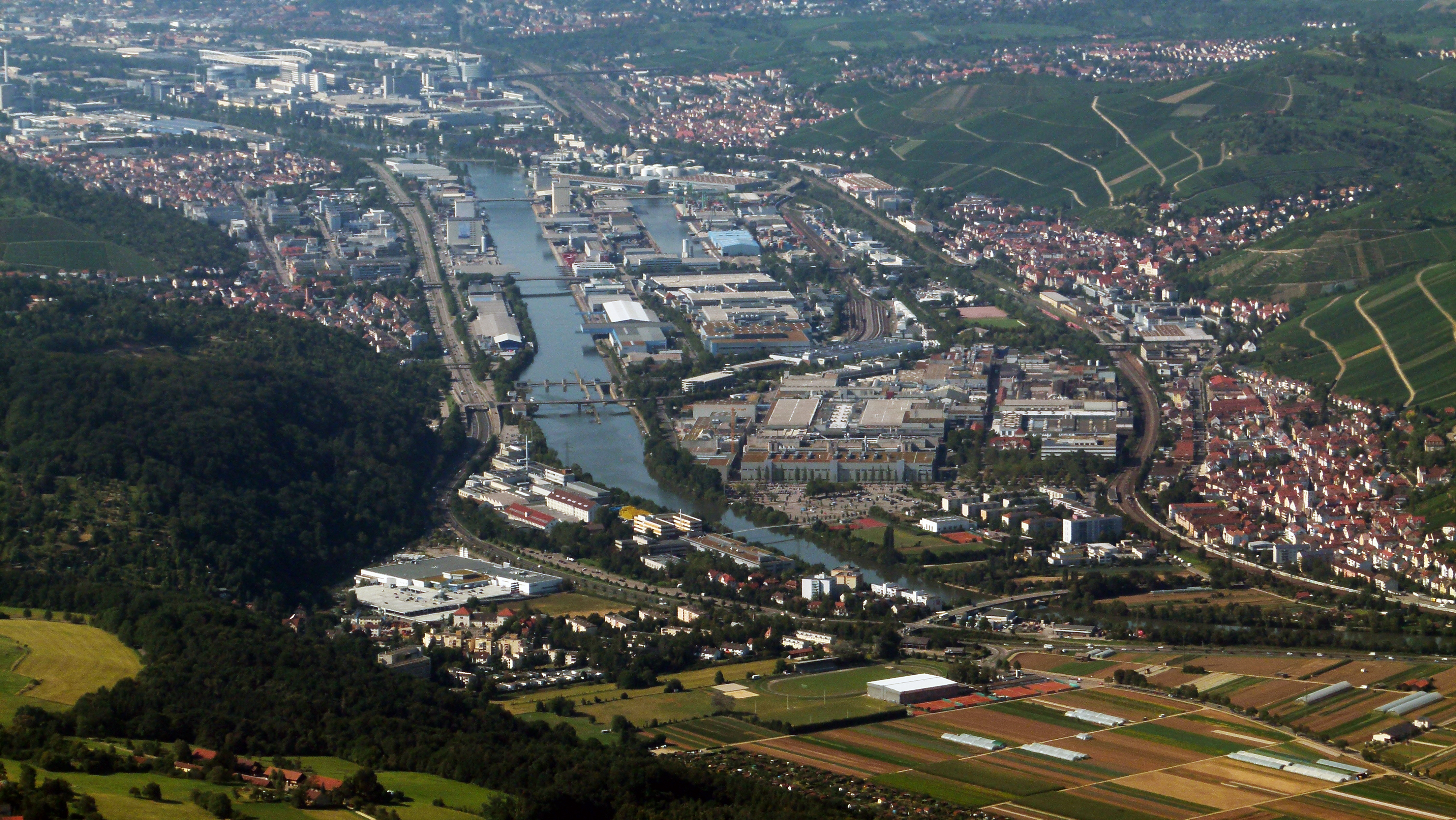
Der Stuttgarter Hafen im Neckartal zwischen Hedelfingen und Obertürkheim

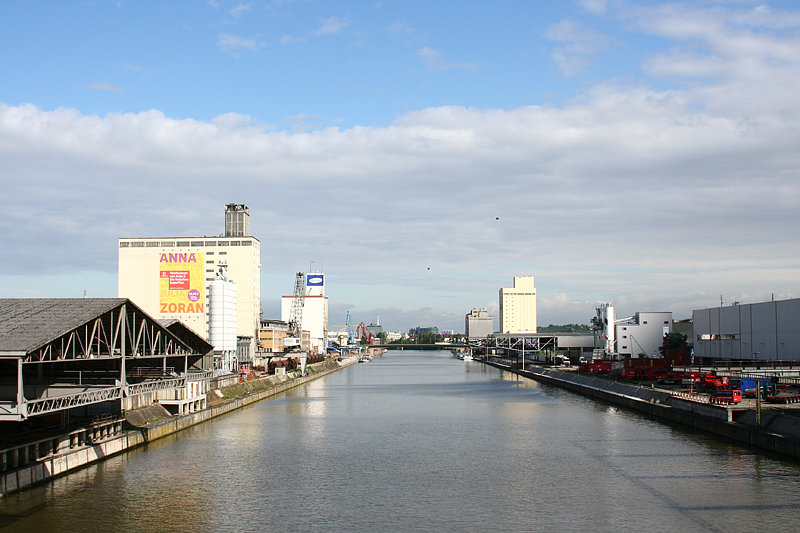
West- und Mittelkai

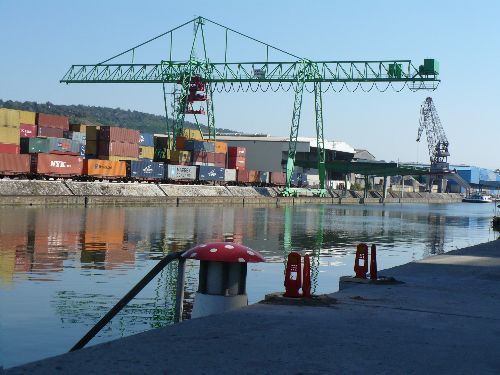
Ostkai

Der Neckarhafen Stuttgart ist der Binnenhafen der Stadt Stuttgart und zugleich wichtigster trimodaler Verkehrsknotenpunkt (Wasser, Schiene, Straße) in der Region Stuttgart.

## Geschichte
Bei einem 1928 vom Gemeinderat der Stadt Stuttgart ausgeschriebenen Wettbewerb zur städtebaulichen Gestaltung des Neckarufers war ein Neckarhafen vorgesehen. Vor dem Zweiten Weltkrieg war ein Hafengelände an der später realisierten Stelle geplant. Das Projekt wurde durch die Zeit des Nationalsozialismus, den Zweiten Weltkrieg und die Nachkriegszeit verzögert.
Am 20. September 1954 begann mit dem Spatenstich durch den damaligen Oberbürgermeister Arnulf Klett symbolisch das mit 58 Millionen Deutsche Mark für den ersten Bauabschnitt zuzüglich 14 Millionen für den Ankauf der Privatgrundstücke am Neckarufer bis dahin größte und teuerste Bauprojekt der Stadt. Der Hafen wurde am 31. März 1958 durch Bundespräsident Theodor Heuss feierlich eröffnet. In Summe wurden 1,4 Millionen Kubikmeter Bodenmaterial bewegt, 85.000 Kubikmeter Beton, 170 Weicheneinheiten und 23 Kilometer Gleis verbaut.
Der zweite Bauabschnitt folgte zwischen 1966 und 1968. Damit wurde er zum zweitgrößten Binnenhafen am Neckar. Dabei wurde der Neckar zwischen Mettingen und Stuttgart-Wangen in ein ca. einen Kilometer weiter westlich liegendes Bett verlegt. Gleichzeitig wurde auch die Bundesstraße 10 verlegt und ausgebaut. Diese verläuft seitdem zwischen Mettingen und Bad Cannstatt nicht mehr östlich des Neckars, sondern vierspurig unmittelbar westlich des (neuen) Neckarufers. Die Kosten beliefen sich auf rund 80 Mio. DM.

## Lage, Aufbau und Verkehr
Der Stuttgarter Hafen liegt bei Neckarkilometer 186 zwischen Unter- und Obertürkheim beziehungsweise zwischen Wangen und Hedelfingen; der Stadtteil Stuttgart-Hafen gehört zum Bezirk Hedelfingen. Er besteht aus drei Hafenbecken mit einer Wasserfläche von 31 Hektar zwischen der Staustufe Obertürkheim und der Staustufe Untertürkheim und hatte am 31. Januar 2023 521 Einwohner.
Der Hafen wird von der Hafen Stuttgart GmbH, einer Tochtergesellschaft der Stadt Stuttgart, betrieben. Das weitläufige Areal wird durch die ebenfalls von der Hafen Stuttgart GmbH betriebenen Hafenbahn Stuttgart erschlossen. Auf dem Hafengelände befinden sich etwa 50 Unternehmen mit 2500 Arbeitsplätzen.
Im Jahr 2011 wurden 3,141 Mio. Tonnen Güter umgeschlagen – 0,974 Mio. Tonnen wasserseitig, 2,167 Mio. Tonnen bahnseitig. Beim stark wachsenden Containerumschlag wurden 2011 insgesamt 49.325 Container, wasserseitig 14.085 Container, bahnseitig 35.240 Container und im Umschlagbahnhof Schiene/Straße 19.201 Container bewegt.